# Electric Fields
Az Electric Fields egy ausztrál együttes, melyet Zaachariaha Fielding és Michael Ross alkotnak. Az együttes a modern elektronikus-soul zenét ötvözi az ausztrál őslakosok kultúrájával. Dalaikat jellemzően pitjantjatjara, yankunytjatjara és angol nyelven adják elő. Ők képviselték Ausztráliát a 2024-es Eurovíziós Dalfesztiválon Malmőben a One Milkali (One Blood) című dalukkal.

## Történet
2011-ben Zaachariaha Fielding jelentkezett az X Factor Australia harmadik évadába, ahol Tracy Chapman Talkin Bout a Revolution című dalát adta elő. 2013-ban Michael Ross is jelentkezett a tehetségkutató műsor ötödik évadba – ő Phil Collins You Can't Hurry Love című dalát énekelte.
Együtt 2015 óta lépnek fel Electric Fields néven. Repertoárjuk a pop, a soul és elektronikus zene között mozog, miközben úgy írják le őket, hogy "a Daft Punk találkozása Nina Simone-nal és a Deep Forest-tel".
2016 júniusában a duó kiadta debütáló EP-jét, az Inmát, amely a címét az aṉangu nők inmaként ismert kulturális szertartásáról kapta. Daniel Browning, az ABC Radio National műsorvezetője és producere azt mondta: "zenét készíteni közösen éppoly izgalmas, mint amennyire érzelmileg megindító – a zeneiségük szépsége és puszta ereje egyszerűen lélegzetelállító. Gyakran Zaachariaha hagyományos nyelvét, az aṉangu pitjantjatjara yankunytjatjara nép nyelvét is használják dalaikban, műfajukat illetően széles skálán, a poptól a nagyhatású elektronikus műveken át az egészen intenzív, intim történetekig terjed művészetük." Zenéjüket a 2016-os Spirit Festivalon és az Adelaide-i divatfesztiválon, valamint a Triple J-n is játszották. 2016-ban a duó elnyerte az Emily Burrows-díjat, amelyet az eredeti dél-ausztráliai művészek vagy zenekarok elismerésére és szakmai fejlődésének elősegítésére ítélnek oda.
A duó elnyerte az év legjobb új tehetsége díjat a 2017-es National Indigenous Music Awardson, majd egy év múlva az év művészének járó díjra lettek jelölve.
Az együttes 2019-ben jelentkezett a Eurovision: Australia Decides című nemzeti válogatóműsorba a 2000 and Whatever című dalukkal, ahol összesítésben a második helyen végeztek, így nem ők képviselhették Ausztráliát a 2019-es Eurovíziós Dalfesztiválon Tel-Avivban. A nemzetközi verseny döntőjében ők jelentették be az ausztrál szakmai zsűri pontjait.
A National Indigenous Music Awardson 2019-ben két jelölést kaptak. 2020. április 3-án jelent meg az Electric Fields és a norvég KEiiNO Would I Lie című közös dala.
2020 augusztusában három akusztikus szettet adtak elő az Adelaide Hills-i Mount Barkerben található Ukaria Kulturális Központban, a Sunny Side Uploads online streaming platformmal együttműködve. 2020 októberében a duó előadta a From Little Things Big Things Grow című dalt a 2020-as AFL döntőjében. 2020 decemberében az Electric Fields az egyik fő fellépője volt az APRA AMCOS és a Sydney Gay and Lesbian Mardi Gras által szervezett Express Yourself – Queer Discovery című különleges tehetségkutató sorozat egyik részének.
2021 februárjában az Electric Fields előadta a Don't You Worry és a Gold Energy című dalokat a Sydney Cricket Groundon a Mardi Gras kereteiben.
2023 februárjában az együttes kiadta a We the People című dalt, mely a WorldPride hivatalos főcímdalaként szolgált. 2023. február 24-én, a Sydney-i The Domainben a fesztivál nyitókoncertjén 20 000 fős tömeg előtt adták elő dalukat, melyről azt nyilatkozták, hogy "a Pride nem csak az elfogadásról szól, hanem arról is, hogy otthon érezd magad a saját egyéniségedben".
2024. március 5-én az SBS bejelentette, hogy az együttes képviseli Ausztráliát az Eurovíziós Dalfesztiválon. Versenydaluknak a címe One Milkali (One Blood) volt, és az együttes hivatalos bejelentésével egyszerre mutatták be. A dalfesztivál május 7-én rendezett első elődöntőjében a tizenegyedik helyen végeztek, így nem jutottak tovább a döntőbe.

## Tagok
- Zaachariaha Fielding
- Michael Ross

## Diszkográfia

### EP-k
- Inma (2016)

### Kislemezek
- No Other High (2017, közreműködtek Touch Sensitive dalában)
- 2000 and Whatever (2019)
- Vision (2019)
- Would I Lie (2020, közreműködtek a KEiiNO dalában)
- Gold Energy (2021)
- Catastrophe (2022)
- Must Be Love (2021, közreműködtek Tseba dalában)
- Fight for Me (2022, közreműködtek Barkaa dalában)
- We the People (2023)
- Anpuru maau kutjpa (2023)
- Red Future (2024, közreműködtek Snotty Nose Rez Kids dalában)
- One Milkali (One Blood) (2024)
- Dream On (2024)

## Fordítás
- Ez a szócikk részben vagy egészben  az   Electric Fields című angol Wikipédia-szócikk fordításán alapul.  Az eredeti cikk szerkesztőit annak laptörténete sorolja fel. Ez a jelzés csupán a megfogalmazás eredetét és a szerzői jogokat jelzi, nem szolgál a cikkben szereplő információk forrásmegjelöléseként.